# Lungtok Dawa
Lungtok Dawa (18 de dezembro de 1998) é um futebolista butanês que atua como meia. Atualmente joga pelo Drukstars.
Possui o apelido de Chelsea entre seus colegas, pois é um grande fã do clube inglês.

## Carreira internacional
Lungtok jogou pela primeira vez internacionalmente em 12 de março de 2015, na vitória por 1 a 0 contra o Sri Lanka, válida pelas eliminatórias para a Copa do Mundo FIFA de 2018.

## Vida pessoal
Lungtok é um estudante de primeiro ano no Royal Thimphu College, colégio afiliado à Universidade Real do Butão.